# Lapsus Festival
Lapsus Festival és un festival de músiques electròniques d'avantguarda. Amb una programació de concerts, actuacions i una instal·lació a la Sala Raval del CCCB, el festival presentar propostes d'art audiovisual i música electrònica d'artistes nacionals i internacionals. La primera edició del Lapsus Festival va tenir lloc el 4 i 5 d'abril de 2014 com a aparador de l'activitat anual del projecte Lapsus, una
plataforma artística en actiu des de 2004 dirigida per Albert Salinas, Carles Guajardo i Albert Miralles.
En l'àmbit musical van participar 1991 (Suècia), Fennesz (Àustria), Dalhous (Regne Unit), Etch (Regne Unit), Jenseg Sportag (Estats Units), Kangding Ray (França), Kelpe (Regne Unit), Olde Gods (Espanya), Playmodes (Espanya), Sau Poler (Espanya) i Shape Worship (Regne Unit). En l'àmbit visual van participar Videocratz, Alba G. Corral i Oscar Sol (Espanya), i la instal·lació va ser obra de MID (Espanya).
El 2015 van vendre totes les entrades disponibles. El 2016 van participar artistes com Powel, Jlin o Donnacha Costello. El 2017 va realitzar la seva quarta edició.